# Thomas, West Virginia
Thomas är en ort i Tucker County i delstaten West Virginia, USA.